# Őriszentpéter
Őriszentpéter  este un oraș în districtul Körmend, județul Vas, Ungaria, având o populație de 1.223 de locuitori (2011). 

## Demografie
Componența etnică a orașului Őriszentpéter
     Maghiari (97,76%)
     Romi (1,07%)
     Alții (1,18%)
Componența confesională a orașului Őriszentpéter
     Romano-catolici (30,01%)
     Reformați (29,19%)
     Luterani (3,43%)
     Fără religie (3,19%)
     Necunoscută (33,85%)
     Atei (0,33%)
     Alte religii (0,9%)
Conform recensământului din 2011, orașul Őriszentpéter avea 1.223 de locuitori. Din punct de vedere etnic, majoritatea locuitorilor (97,76%) erau maghiari, cu o minoritate de romi (1,07%). Nu există o religie majoritară, locuitorii fiind romano-catolici (30,01%), reformați (29,19%), luterani (3,43%) și persoane fără religie (3,19%). Pentru 33,85% din locuitori nu este cunoscută apartenența confesională.